# مايكل غرير
مايكل غرير (بالإنجليزية: Michael Greer)‏ مواليد 20 أبريل 1938 في غاليسبورغ - الوفاة 14 سبتمبر 2002 في ريفرسايد، الولايات المتحدة، هو ممثل وكوميدي أمريكي بدأ مسيرته الفنية سنة 1960.

## الأعمال

### مسلسلات
- مانيكس
- أيرون سايد
- البط السري
- مخيم الكشافة
- سهم الريح

## روابط خارجية
- مايكل غرير على موقع IMDb (الإنجليزية)
- مايكل غرير على موقع ألو سيني (الفرنسية)
- مايكل غرير على موقع أول موفي (الإنجليزية)
- مايكل غرير على موقع قاعدة بيانات برودواي على الإنترنت (الإنجليزية)
- مايكل غرير على موقع قاعدة بيانات الفيلم (الإنجليزية)
- مايكل غرير على موقع كينوبويسك (الروسية)